# Thanatus
Thanatus is een geslacht van spinnen uit de  familie van de Philodromidae (renspinnen).

## Soorten
- Thanatus africanus Karsch, 1878
- Thanatus albescens O. P.-Cambridge, 1885
- Thanatus altimontis Gertsch, 1933
- Thanatus arcticus Thorell, 1872
- Thanatus arenarius L. Koch, 1872
- Thanatus arenicola (Schmidt, 1976)
- Thanatus aridorum Silhavy, 1940
- Thanatus atlanticus Berland, 1936
- Thanatus atratus Simon, 1875
- Thanatus balestrerii Caporiacco, 1935
- Thanatus bungei (Kulczynski, 1908)
- Thanatus chorillensis Keyserling, 1880
- Thanatus coloradensis Keyserling, 1880
- Thanatus coreanus Paik, 1979
- Thanatus cronebergi Simon, 1895
- Thanatus dahurianus Logunov, 1997
- Thanatus denisi Brignoli, 1983
- Thanatus dhakuricus Tikader, 1960
- Thanatus dissimilis Denis, 1960
- Thanatus dorsilineatus Jézéquel, 1964
- Thanatus fabricii (Audouin, 1826)
- Thanatus firmetorum Muster & Thaler, 2003
- Thanatus flavescens O. P.-Cambridge, 1876
- Thanatus flavidus Simon, 1875
- Thanatus flavus O. P.-Cambridge, 1876
- Thanatus forbesi Pocock, 1903
- Thanatus formicinus (Clerck, 1757)
- Thanatus fornicatus Simon, 1897
- Thanatus frederici Denis, 1941
- Thanatus fuscipes Denis, 1937
  - Thanatus fuscipes concolor Denis, 1957
- Thanatus gnaquiensis Strand, 1908
- Thanatus granadensis Keyserling, 1880
- Thanatus hongkong Song, Zhu & Wu, 1997
- Thanatus imbecillus L. Koch, 1878
- Thanatus inconsuetus Caporiacco, 1940
- Thanatus indicus Simon, 1885
- Thanatus jabalpurensis Gajbe & Gajbe, 1999
- Thanatus jaikensis Ponomarev, 2007
- Thanatus ketani Bhandari & Gajbe, 2001
- Thanatus kitabensis Charitonov, 1946
- Thanatus lamottei Jézéquel, 1964
- Thanatus lanatus Logunov, 1996
- Thanatus lanceolatus Simon, 1875
- Thanatus lanceoletus Tikader, 1966
- Thanatus lesserti (Roewer, 1951)
- Thanatus lineatipes Simon, 1870
- Thanatus luederitzi Simon, 1910
- Thanatus maculatus Keyserling, 1880
- Thanatus mandali Tikader, 1965
- Thanatus meronensis Levy, 1977
- Thanatus mikhailovi Logunov, 1996
- Thanatus miniaceus Simon, 1880
- Thanatus mongolicus (Schenkel, 1936)
- Thanatus multipunctatus Strand, 1906
- Thanatus mus Strand, 1908
- Thanatus namaquensis Simon, 1910
- Thanatus neimongol Wu & Song, 1987
- Thanatus nigromaculatus Kulczynski, 1885
- Thanatus nipponicus Yaginuma, 1969
- Thanatus oblongiusculus (Lucas, 1846)
  - Thanatus oblongiusculus atomarius (Simon, 1932)
- Thanatus okayi Karol, 1966
- Thanatus ornatus (Lucas, 1846)
- Thanatus pagenstecheri Strand, 1906
- Thanatus parangvulgaris Barrion & Litsinger, 1995
- Thanatus paucipunctatus Strand, 1906
- Thanatus philodromicus Strand, 1916
- Thanatus philodromoides Caporiacco, 1940
- Thanatus pictus L. Koch, 1881
- Thanatus pinnatus Jézéquel, 1964
- Thanatus plumosus Simon, 1890
- Thanatus prolixus Simon, 1897
- Thanatus pygmaeus Schmidt & Krause, 1996
- Thanatus rayi Simon, 1875
- Thanatus roseofemoralis (Karsch, 1879)
- Thanatus rubicellus Mello-Leitão, 1929
- Thanatus rubicundus L. Koch, 1875
- Thanatus sabulosus (Menge, 1875)
- Thanatus saraevi Ponomarev, 2007
- Thanatus schubotzi Strand, 1913
- Thanatus sepiacolor Levy, 1999
- Thanatus setiger (O. P.-Cambridge, 1872)
- Thanatus sibiricus Kulczynski, 1901
- Thanatus simplicipalpis Simon, 1882
- Thanatus stepposus Logunov, 1996
- Thanatus striatus C. L. Koch, 1845
- Thanatus stripatus Tikader, 1980
- Thanatus tuvinensis Logunov, 1996
- Thanatus ubsunurensis Logunov, 1996
- Thanatus validus Simon, 1875
- Thanatus vulgaris Simon, 1870
  - Thanatus vulgaris creticus Kulczynski, 1903
- Thanatus wuchuanensis Tang & Wang, 2008
- Thanatus xinjiangensis Hu & Wu, 1989
- Thanatus zavattarii Caporiacco, 1939